# Amigos da Síria

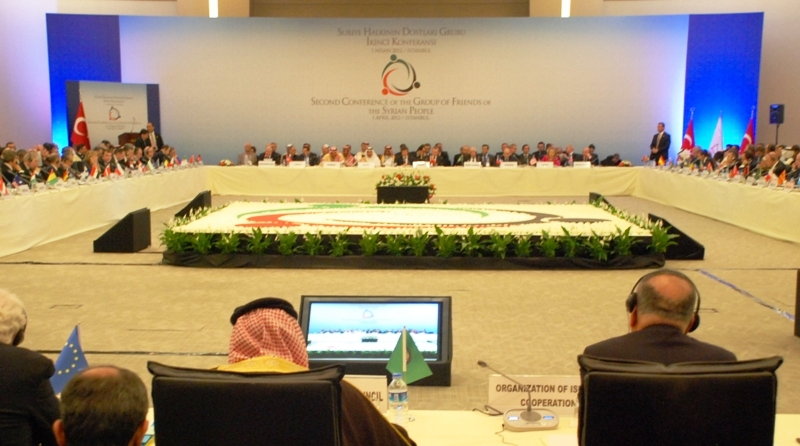
Segunda reunião do grupo em Istambul em 1º de Abril de 2012

O grupo de Amigos do povo sírio (em inglês: Friends of the Syrian People Group ou FSPG) é um comitê internacional que atua à revelia da ONU ao lado da oposição na Guerra Civil Síria. Os esforços para o crescimento do comitê foram ampliados depois do veto russo-chinês no conselho de Segurança das Nações Unidas a uma proposta americana de bombardear as instalações de armas químicas  do país, evitando um apoio moral a uma guerra mais ampla no país. O governo americano posteriormente assumiu que tinha tomado a iniciativa de criar a resolução.

## História
O grupo foi iniciado pelo então presidente francês Nicolas Sarkozy, e sua primeira reunião teve lugar em 24 de Fevereiro de 2012, na Tunísia, o segundo encontro ocorreu no mesmo ano em 1º de abril em Istambul, a terceira reunião dos Amigos da Síria ocorreu em Paris no início de julho de 2012, a quarta reunião ocorreu em Marrakesh, em Dezembro de 2012. a quinta reunião foi na Jordânia e a sexta conferência foi em Doha no Catar.

## Conferência de Istambul
Setenta nações participaram da conferência realizada em 1º de abril de 2012 para apoiar a oposição síria e aumentar a pressão sobre seu governo. O Conselho Nacional Sírio alegando que a oposição se uniu, clamou por "medidas sérias" e disse que vai "tomar conta do pagamento de salários fixos do Exército Sírio Livre ". O presidente Turco defendeu o que chamou de "direito sírios à auto-defesa" e exigiu a comunidade internacional a falar pelo povo sírio. "Acreditamos também que a comunidade internacional tem a obrigação moral de agir. O derramamento de sangue na Síria deve parar", acrescentou. O Hamad bin Jassim bin Jaber Al Thani (o primeiro-ministro do Catar), a Liga Árabe, a Hillary Clinton (secretária de Estado dos EUA) deram suporte para a tomada de medidas mais fortes contra o governo sírio.
A SANA declarou que o comitê é "uma série de reuniões relacionados à conspiração contra a Síria" e 'participantes identificados como "inimigos da Síria"'.

## Conferência de Paris
A terceira reunião dos Amigos da Síria grupo abriu em 6 de Julho de 2012, em Paris, na França. A abertura do encontro contou com a presença de William Hague , Laurent Fabius, Ahmet Davutoglu, e Hillary Clinton.

## Participantes
A Conferência de Marrakech, em 12 de Dezembro de 2012, teve a participação de delegados de 114 Estados e em 2013, o número de nações representadas nas reuniões caiu para 11.

### Membros até 2014[14][12][13]
- Egito
- França
- Alemanha
- Itália
- Jordânia
- Catar
- Arábia Saudita
- Turquia
- Emirados Árabes Unidos
- Reino Unido
- Estados Unidos
- Coalizão Nacional Síria da Oposição e das Forças Revolucionárias

## Lista de organizações internacionais participantes
As organizações em questão são:
- União Africana
- Liga Árabe
- União do Magrebe Árabe
- União Europeia
- Conselho de Cooperação do Golfo